# Семенюта Анатолій Миколайович
Анатолій Миколайович Семенюта (*19 лютого 1937 — 11 лютого 1978)   — український поет-шістдесятник, педагог, жертва окупаційно-тоталітарного режиму СРСР. 

## Життєпис
Анатолій Семенюта народився 19 лютого 1937 року в с. Битиця, недалеко від Сум, в родині освітян Миколи Семеновича і Поліни Марківни. У 1949 році родина переїжджає у с. Велика Чернеччина, куди батька призначили директором середньої школи. Цю школу закінчив і Анатолій, отримавши золоту медаль за успіхи у навчанні.

### Навчання
У 1959 році закінчив Сумський державний педагогічний інститут, філологічний факультет. Ще у студентські роки почав писати вірші. Відвідувава літературну студію, якою керував М. П. Мінаков. Відслуживши у армії, працював у школі в рідному селі. Викладав російську мову і літературу та німецьку мову. Його твори почали з’являтися у столичних виданнях "Україна", "Зміна", "Хлібороб України", "Прапор" і "Перець", газетах "Молодь України", "Літературна Україна", "Радянська освіта" тощо.

### Поет-шістдесятник
Анатолій Семенюта був однією з найколоритніших фігур в літературному житті Сумщини 50–60 рр. ХХ ст. За твердженням його товариша Павла Скорика, молодий поет взяв на себе ношу «стерегти Україну». Це зовсім не збігалося з тодішньою ідеологією. КДБ стежив за ним під час навчання в Сумському педінституті, після служби в армії. Його поему «Українська рапсодія», окрім районки "Вперед" (де головним редакторм був Геннадій Петров), жодне видавництво чи журнал не ризикнули надрукувати, хоча і не заперечували її художньої значимості. Зате твір «оцінили» в КДБ. Прямо звинуватити в буржуазному націоналізмі не наважилися, а ось приписати кримінальну статтю спромоглися. 
Анатолій часто приїздив до Сум, де заходив до редакцій газет, зустрічався з друзями  — Юрієм Цариком, Віктором Баранкіним, Геннадієм Петровим. На квартирі Царика засиджувалися допізна, інколи залишався на ночівлю. Тут і утворився своєрідний осередок свободи мислення й незалежної творчості, національної гідності та інтелектуального спротиву тоталітарній ідеології. 
В цій же квартирі в центрі міста їх й «засікли». Надсилали сексотів, які так і не визначили політичної крамоли на радянський устрій. Але стаття знайшлася. 
Анатолій Семенюта познайомив свого товариша моряка зі знайомою і це розцінили як «звідництво» (була колись така стаття в Кримінальному кодексі). «Паравозом» пішов і Царик, якому «шили» надання квартири «зведеним» Семенютою. Вирок: Ю.Царик  — 1 рік колонії особового режиму, А.Семенюта  — 8 місяців. 
З Анатолія Семенюти КДБ не зняв негласного нагляду і після виходу на свободу. Тривалий час колишній вчитель у своєму селі працював фуражиром, листоношею. Згодом (за помочі Г. Петрова) знову вчителював у Миколаївці, знову звільнили. В одному з останніх своїх творів, за рік до смерті, поет, ніби відчуваючи, пише:
| Відчувши край одвічності, я по собі залишу небагато. Я жив у борг, і що там не кажіть, Усе, що взяв, я мушу вам віддати. |

Могила Анатолія Семенюти в с.Велика Чернеччина

Анатолій Семенюта не дожив до свого 41-річчя один тиждень. Помер безглуздо і раптово. Хворів на цукровий діабет (заробив його під час ув’язнення), власноруч зробив ін’єкцію. 11 лютого 1978 р. ввів собі дозу інсуліну, але знепритомнів. Коли викликали лікаря, то зробили повторний укол, який виявився зайвим. У Сумах, куди його направили, лікарі вже не допомогли…

### Вшанування
21 лютого 2012 в селі Велика Чернеччина відбулося відзначення 75-річчя поета. Приїхали гості із Сум, зокрема: Віктор Казбан, Анатолій Близнюк, Григорій Єлишевич,  Юрій Царик, Аркадій Поважний, Сергій П’ятаченко. На могилі поета відбулася панахида, здійснена священиком Воскресенської церкви отцем Сергієм (Яровий Сергій Михайлович). Після делегація перейшла до шкільного Музею ім. А. М. Семенюти, де школярі показували експозиції, зокрема автографи поета і світлини із сімейного архіву. Потім в актовому залі учнями була показана літературно-музична вистава «Анатолію Семенюті – 75». 

### Твори
За життя у Анатолія Семенюти не вийшло жодного збірника творів, лише через 26 років по його смерті, у 2005 році побачила світ книга із символічною назвою  — «Борг», яку видав його друг, також поет Павло Скорик. У 2012 році вийшла збірка поезій Анатолія Семенюти "Сонцем повний", рукопис якої був підготовлений поетом ще у 1964 році. До неї увійшла лірика майже двох десятиліть творчості Анатолія Семенюти. У ній вперше повністю в авторській редакції, зі збереженням стилю і мови поета, подана його лірика 50-60 років ХХ століття. До збірки також увійшли малознані суасниками вірші і поеми А. Семенюти доби шістдесятництва і світлини з сімейних альбомів родини Семенют.